# São Sebastião da Amoreira
São Sebastião da Amoreira è un comune del Brasile nello Stato del Paraná, parte della mesoregione del Norte Pioneiro Paranaense e della microregione di Assaí.